# Hinds County
Das Hinds County ist ein County im US-Bundesstaat Mississippi. Das U.S. Census Bureau hat bei der Volkszählung 2020 eine Einwohnerzahl von 227.742 ermittelt.
Die Verwaltungssitze (County Seats) sind Jackson, das gleichzeitig die Hauptstadt von Mississippi ist und nach Andrew Jackson, dem siebten Präsidenten der Vereinigten Staaten benannt wurde, und Raymond. Es gehört damit zu den zehn Countys in Mississippi, die zwei County-Verwaltungen haben.

## Geographie
Das County liegt etwas südwestlich des geographischen Zentrums von Mississippi, ist im Westen etwa 35 km von Louisiana entfernt und hat eine Fläche von 2272 Quadratkilometern, wovon 21 Quadratkilometer Wasserfläche sind. Es grenzt an folgende Countys:
| Yazoo County     |               | Madison County |
| Warren County    |               | Rankin County  |
| Claiborne County | Copiah County |                |

## Geschichte
Das Hinds County wurde am 12. Februar 1821 aus Teilen des Choctaw-Landes gebildet. Benannt wurde es nach Thomas Hinds, einem Mitglied im Kongress der Vereinigten Staaten.

### Historische Objekte
Westlich von Bovina an der Grenze zum Warren County führt die Big Black River Railroad Bridge über den Big Black River. Die Brücke ist seit 1988 im NRHP registriert.
In Raymond steht das historische Peyton House (auch bekannt als Waverly). Das Haus befindet sich nördlich von Raymond an der Clinton Road. Das 1831 errichtete Gebäude wurde am 3. Oktober 1973 im NRHP registriert.

Sechs Orte im County haben den Status einer National Historic Landmark. 104 Bauwerke und Stätten des Countys sind insgesamt im National Register of Historic Places eingetragen (Stand 1. Februar 2018).

## Demografische Daten

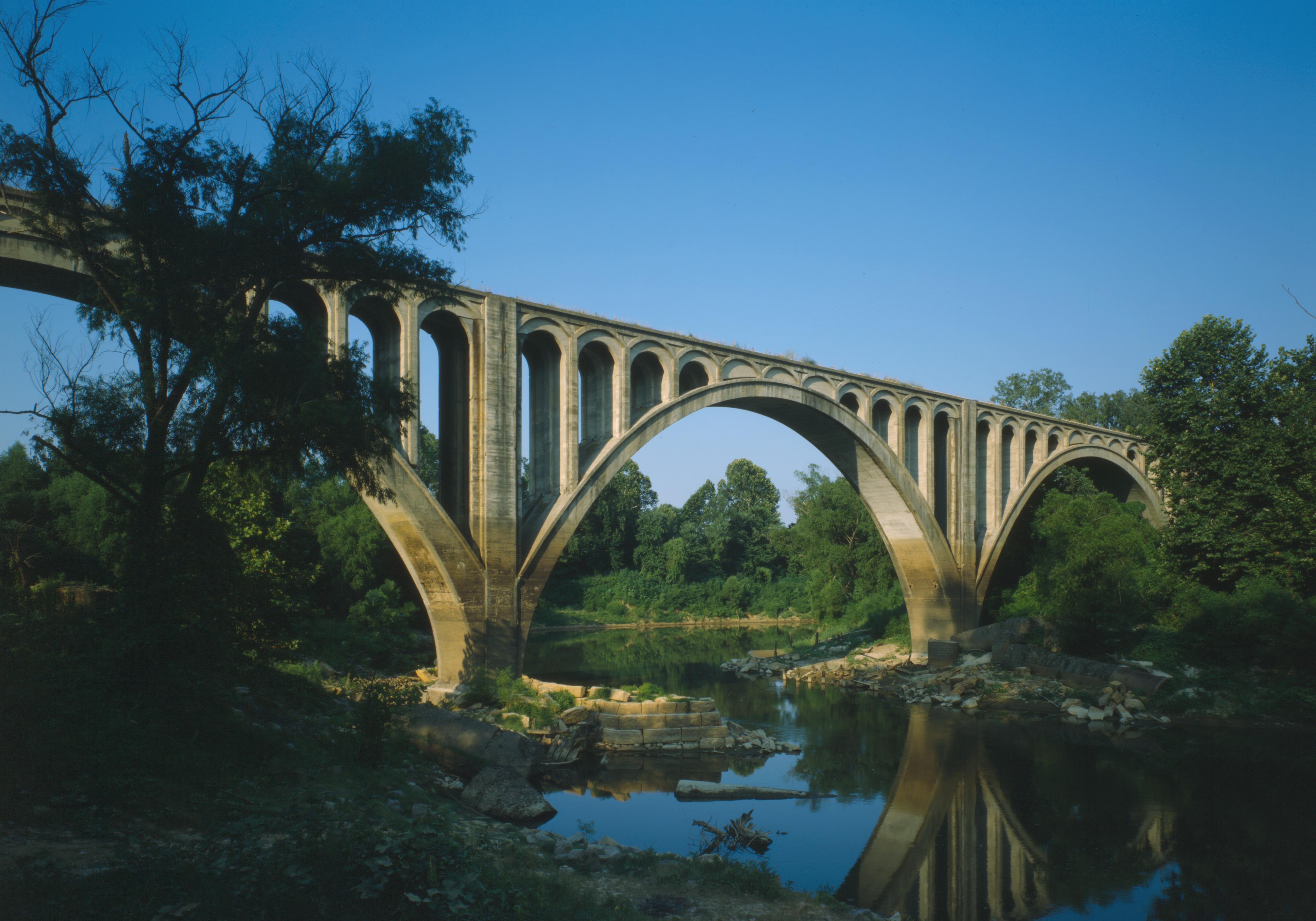
Big Black River Railroad Bridge

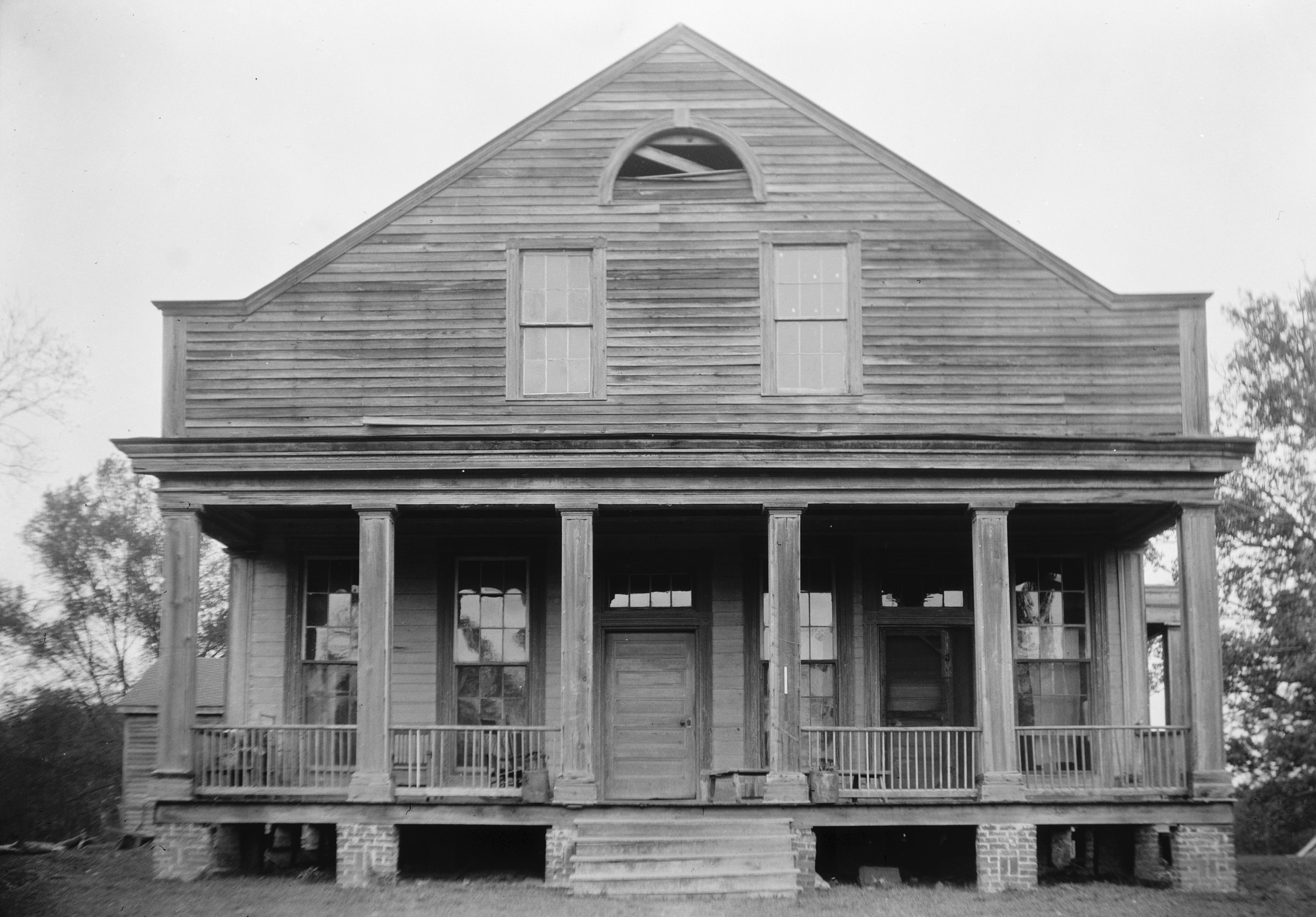
Das Payton House

Nach der Volkszählung im Jahr 2000 lebten im Hinds County 250.800 Menschen in 91.030 Haushalten und 62.355 Familien. Die Bevölkerungsdichte betrug 111 Personen pro Quadratkilometer. Ethnisch betrachtet setzte sich die Bevölkerung zusammen aus 37,31 Prozent Weißen, 61,12 Prozent Afroamerikanern, 0,12 Prozent amerikanischen Ureinwohnern, 0,60 Prozent Asiaten, 0,01 Prozent Bewohnern aus dem pazifischen Inselraum und 0,20 Prozent aus anderen ethnischen Gruppen; 0,63 Prozent stammten von zwei oder mehr Ethnien ab. 0,79 Prozent der Bevölkerung waren spanischer oder lateinamerikanischer Abstammung, die verschiedenen der genannten Gruppen angehörten.
Von den 91.030 Haushalten hatten 34,4 Prozent Kinder unter 18 Jahren, die mit ihnen lebten. 41,1 Prozent waren verheiratete, zusammenlebende Paare, 22,7 Prozent waren allein erziehende Mütter und 31,5 Prozent waren keine Familien. 26,7 Prozent aller Haushalte waren Singlehaushalte und in 8,7 Prozent lebten Menschen im Alter von 65 Jahren oder darüber. Die durchschnittliche Haushaltsgröße lag bei 2,64 und die durchschnittliche Familiengröße bei 3,22 Personen.
27,9 Prozent der Bevölkerung war unter 18 Jahre alt, 12,1 Prozent zwischen 18 und 24, 28,9 Prozent zwischen 25 und 44, 20,1 Prozent zwischen 45 und 64 Jahre alt und 11,0 Prozent waren 65 Jahre oder älter. Das Durchschnittsalter betrug 32 Jahre. Auf 100 weibliche kamen statistisch 88,8 männliche Personen und auf 100 Frauen im Alter von 18 Jahren oder darüber kamen 83,5 Männer.

Das durchschnittliche Einkommen eines Haushaltes betrug 33.991 USD, das einer Familie 40.525 USD. Männer hatten ein durchschnittliches Einkommen von 30.930 USD, Frauen 24.593 USD. Das Prokopfeinkommen lag bei 17.785 USD. Etwa 16,1 Prozent der Familien und 19,9 Prozent der Bevölkerung lebten unterhalb der Armutsgrenze.

## Städte und Gemeinden
- Citys

| - Clinton - Jackson1 | - Raymond - Byram |

Towns
| - Bolton - Edwards - Learned | - Terry - Utica |

Unincorporated communitys
- Brownsville
- Pocahontas

1 – teilweise im Madison und im Rankin County